# Карпово Второе
Карпово Второе — село в Краснощёковском районе Алтайского края. Административный центр Карповского сельсовета.

## История
Основано в 1914 году. В 1928 году состояло из 424 хозяйств, основное население — русские. В административном отношении являлся центром Карповского II-го сельсовета Покровского района Рубцовского округа Сибирского края..

## Население
| 1926  | 1997  | 1998  | 1999  | 2000  | 2001  |
| ----- | ----- | ----- | ----- | ----- | ----- |
| 2666  | ↘1544 | ↘1532 | ↘1520 | ↘1517 | ↗1521 |
| 2002  | 2003  | 2004  | 2005  | 2006  | 2007  |
| ↘1443 | ↗1449 | ↘1422 | ↗1426 | ↘1385 | ↗1409 |
| 2008  | 2009  | 2010  | 2011  | 2012  | 2013  |
| ↘1383 | ↘1267 | ↘1253 | ↘1246 | ↘1218 | ↘1191 |

Национальный состав
Согласно результатам переписи 2002 года, в национальной структуре населения русские составляли 97 %.